# 吴思齐
吴思齐（？—？），字子善，号全归子，浙江永康前吴村人。
吴思齐为陳亮外孫。以父蔭入仕，監臨安新城稅。曾任嘉兴任县丞，多次抨擊賈似道誤國。宋亡後在桐庐隐居，一生清苦，與南宋遺民方鳳、谢翱等交游，三人同登嚴陵西臺哭文天祥。大德五年卒，年六十四。著有《左氏传阙疑》、《陈亮叶适二家文选》、《俟命录》等。